# NGC 7272
NGC 7272 је спирална галаксија у сазвежђу Пегаз која се налази на NGC листи објеката дубоког неба.
Деклинација објекта је + 16° 35' 19" а ректасцензија 22h 24m 31,6s. Привидна величина (магнитуда) објекта NGC 7272 износи 13,8 а фотографска магнитуда 14,7. NGC 7272 је још познат и под ознакама UGC 12028, MCG 3-57-3, CGCG 452-8, NPM1G +16.0523, PGC 68786.